# マグダレナ・シリバ
マグダレナ・シリバ（Magdalena Śliwa、女性、1969年11月17日 - ）は、ポーランドの元バレーボール選手。現役時代のポジションはセッター。元ポーランド代表。

## 来歴
1986年、ヴィスワ・クラクフに入団し、バレーボール選手としてのキャリアをスタートさせる。1990年に長女を出産し、同年にポーランド代表に初選出された。1998年にイタリアセリエAのペルージャに移籍し、3シーズン活躍した。2001年には強豪クラブのベルガモに加入し、2001/02シーズンのセリエAで優勝した。
2003年にトルコで開催されたヨーロッパ選手権で金メダルを獲得し、自身もベストセッター賞を受賞した。同年11月のワールドカップでは主将としてチームを牽引した。2005年のヨーロッパ選手権では連覇を達成し、同年のグラチャンに出場した。2007年に日本で開催されたワールドカップまでの間、国際大会では歴代トップの出場試合数を誇る。代表から離れた後もポーランドのクラブチームで長年活躍した。2015年に現役引退した。

## 球歴
- 世界選手権 - 2002年
- ワールドカップ - 2003年、2007年
- グラチャン - 2005年
- ワールドグランプリ - 2004年
- 欧州選手権 - 2003年、2005年

## 受賞歴
- 2003年 ヨーロッパ選手権 ベストセッター賞

## 所属クラブ
- ヴィスワ・クラクフ（1986-1990年）
- ヴィスワ・クラクフ（1991-1992年）
- Chemik Police（1992-1996年）
- BKSスタル・ビェルスコ＝ビャワ（1996-1998年）
- ペルージャ（1998-2001年）
- ベルガモ（2001-2002年）
- BKSスタル・ビェルスコ＝ビャワ（2002-2003年）
- Giannino Pieralisi Volley（2003-2004年）
- ヴィチェンツァ・バレー（2004-2006年）
- ヴィスワ・クラクフ（2006-2008年）
- MKSドンブロヴァ・グルニチャ（2008-2010年）
- アトム・トレフル・ソポト（2010-2011年）
- MKSドンブロヴァ・グルニチャ（2011-2013年）
- Budowlani Łódź（2013-2015年）